# Three Duck Lake
Der Three Duck Lake ist ein Gebirgssee im Southland District der Region Southland auf der Südinsel von Neuseeland.

## Namensherkunft
Der See bekam im Jahr 1949 von Holmes Miller seinen Namen verliehen. Man kann vermuten, dass sich zu dieser Zeit drei Enten auf dem See befanden.

## Geographie
Der Three Duck Lake liegt auf einer Höhe von 718 m, rund 4,4 km nördlich des Taitetimu / Caswell Sound und rund 6,8 km nordnordwestlich des Lake Marchant. Der See umfasst eine Fläche von rund 19,8 Hektar und sein Umfang beträgt rund 2 km. Mit einer Ost-West-Ausrichtung erstreckt sich der Three Duck Lake über eine Länge von rund 715 m und misst an seiner breitesten Stelle rund 435 m in Nord-Süd-Richtung.
Gespeist wird der See durch einige wenige Gebirgsbäche. An seinem östlichen Ende entwässert der Three Duck Lake über einen wenige hundert Meter langen Bach in den Expectation Stream, der wiederum in den Stillwater River mündet.